# Мотулка
Мотулка (пол. Motułka) — село в Польщі, у гміні Штабін Августівського повіту Підляського воєводства.
Населення — 63 особи (2011).
У 1975-1998 роках село належало до Сувальського воєводства.

## Демографія
Демографічна структура станом на 31 березня 2011 року:
|          | Загалом | Допрацездатний вік | Працездатний вік | Постпрацездатний вік |
| -------- | ------- | ------------------ | ---------------- | -------------------- |
| Чоловіки | 35      | 8                  | 21               | 6                    |
| Жінки    | 28      | 3                  | 17               | 8                    |
| Разом    | 63      | 11                 | 38               | 14                   |